# University of British Columbia Okanagan
University of British Columbia Okanagan eller UBC Okanagan är ett campus i Kelowna i Kanada som tillhör University of British Columbia.